# Ramón Muriedas
Ramón de Muriedas y Mazorra (Santibáñez, 24 de enero de 1938-Santander, 23 de noviembre de 2014), más conocido como Ramón Muriedas, fue un destacado escultor hiperrealista español cuya obra se encuadra, según algunos autores, dentro del denominado realismo mágico.

## Biografía
Se asentó en Santander junto a su familia tras la muerte de su padre, sucedida cuando el joven Ramón contaba tan solo con siete años. Comenzó con la cerámica para pasar posteriormente a la escultura; aprendió el oficio con Víctor Orizaola y Benjamín Mustieles. Recibe una beca Fundación Juan March, con la que viaja en 1970 y 1972 por Europa y África. Tienen obras suyas el Museo Reina Sofía, el Museo de Arte Contemporáneo de Barcelona y el Museo de Arte Contemporáneo de Río de Janeiro, entre otros. Es considerado uno de los mejores escultores de España.
En marzo de 2019, la ciudad de Santander le homenajeó con el descubrimiento de una placa en la terraza de la playa del Camello. Al acto asisten autoridades, familiares y amigos.

## Estilo y obras
Acostumbraba a modelar la figura humana, con mirada melancólica, ensimismada y con un halo de ternura y misterio. La familia, la amistad y el amor son los temas principales de su obra. 
Su estilo se caracteriza por el aspecto inacabado (en la tradición de  Rosso, Rodin y Giacometti...), cuida con detalle los rostros, las manos y los pies, dotándoles de alma propia, pero descuida otros aspectos formales: cabellos y ropajes.

### Etapas
En la iconografía de Muriedas pueden diferenciarse tres etapas.
Una primera (1951-1962) en sus primeros años: se encuentra a la búsqueda de su propio estilo. La familia retorna a Santander debido al fallecimiento de su padre cuando Ramón cuenta seis años. Configura su «mundo interior» en torno a sus experiencias personales y lecturas. Las andanzas y aventuras infantiles con Álvaro Pombo, Juan Navarro Baldeweg y los hermanos Calderón (Fernando, Juan Carlos y Ramón) en un Santander inexplorado, unido a esa sensación de pérdida, le marcan profundamente y va creando su propia voz.
A nivel artístico, tiene influencias de Henry Moore (1898-1986). De este periodo son piezas más académicas como Virgen con el niño (1952-1954) y varios retratos de niños.
En la segunda (1963-1972) se afianza en un estilo muy definido y característico que le distingue ya de otros escultores. Las figuras tienen un canon alargado y una creciente expresividad con los rasgos muy marcados (cuencas de los ojos, nariz). Algunos autores lo asemejan al de Alberto Giacometti (1901-1966), a quien admira. 
En esta época se asienta profesionamente en Madrid, viaja por Europa y África y se casa alcanzando hitos profesionales como la exposición mundial de Nueva York (1965) y sus primeras exposiciones individuales. (Galería el Bosco, Madrid 1968). Por ejemplo, de este período son El resplandor (1964), Mujeres voladoras (1966), la estatuilla para los Premios Nacionales de Teatro (1971), Mujeres melancólicas (1968, Premio en el Concurso Nacional de Artes Plásticas) y Fotografía familiar (1969) —estas dos últimas, propiedad del Museo Reina Sofía— además de la reconocida La madre del emigrante (1970). La temática de sus composiciones son la soledad y la pérdida como melancolía existencial. Las relaciones familiares y personales destacan por la incomunicación aparente donde los personajes tienen sus propios diálogos internos.
En la tercera (1973-2000) aparece una etapa de madurez profesional y personal. Los premios nacionales e internacionales le aúpan a ser una referencia profesional. Su estilo va evolucionando hacía una menor expresividad y emotividad que coincide con el asentamiento familiar y el nacimiento de su primer hijo, Ramón. 
Muriedas inicia un periodo de mayor introspección e intimismo como afirman críticos como Julio Caro Baroja. Aquí se reproducen las diferentes series de Los sofás (1973-2000) en donde reflexiona sobre las dificultades de las relaciones humanas, el hombre en soledad y la ecología. Así mismo, fruto de esa sensación de mayor trascendencia y espiritualidad, las esculturas tienen una mayor corporalidad.
Así lo manifiestan, por ejemplo  Ofelia (1978), Marilyn  y santa Teresa (1979), Homenaje para el Colegio de Ingenieros de Caminos (1980), Las tres Marías para la antigua sede del BOE en Madrid (1976- 1980) y Astronautas (1983-1984).
Su escultura La madre del emigrante (1970) en Gijón se ha convertido en un icono urbano, por su gran expresividad emotiva. Neptuno niño, otra de sus obras públicas más destacadas, presidió desde 1979 hasta 2012 la peña de la playa del Camello, en Santander. En 2019 se reinstaló en el mismo lugar tras ser rehabilitada.

### Obra pública

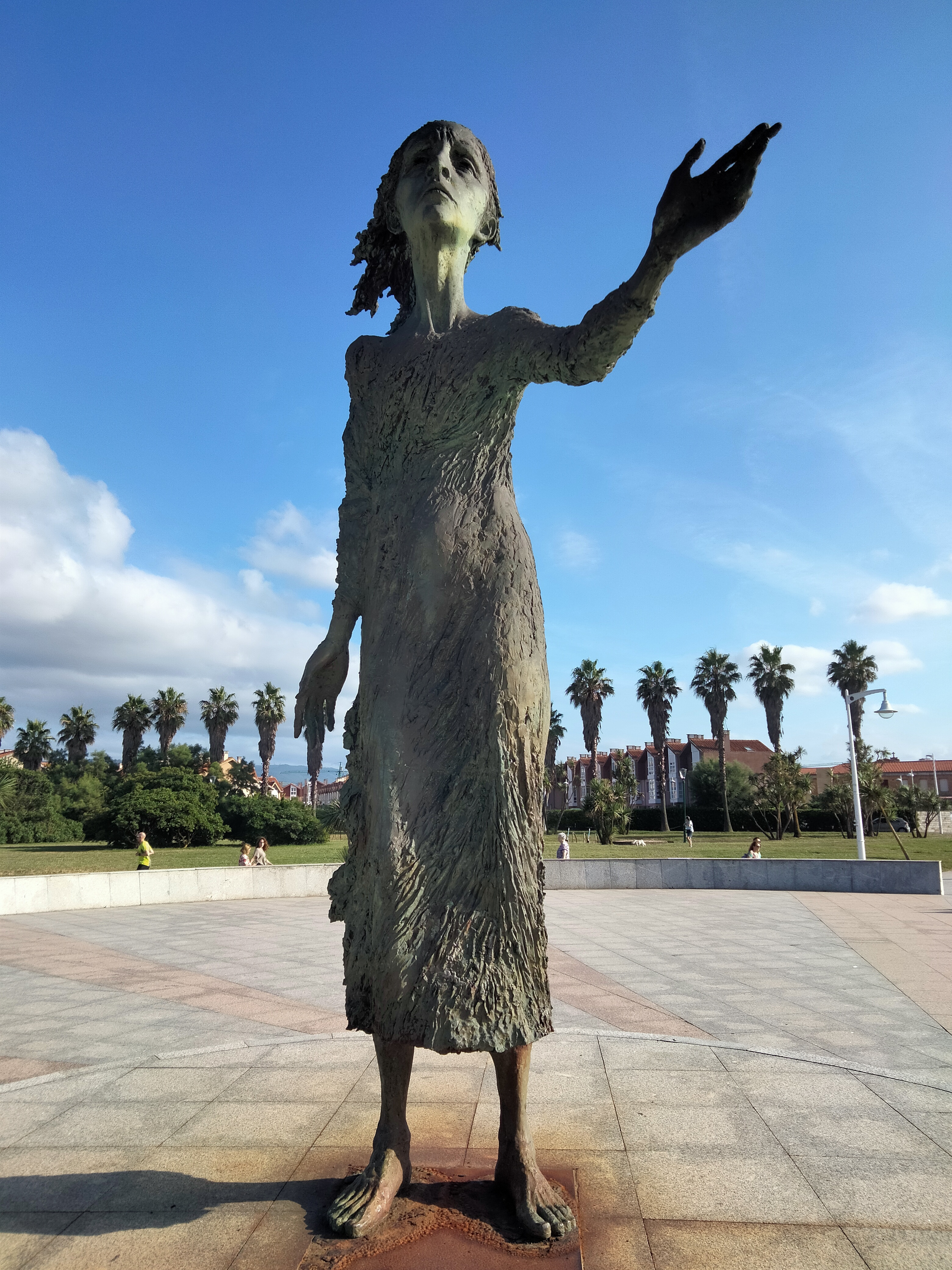
Monumento a la madre del emigrante, realizado en bronce y ubicado en Gijón.

- Santo Toribio de Mogrovejo. Mayorga de Campos, Valladolid, 1973.
- La madre del emigrante. Gijón, 1970.[1]
- Neptuno niño  Santander. Playa del Camello, 1979.
- Leonardo Torres Quevedo. Santa Cruz de Iguña. Cantabria, 1986.
- Gerardo Diego. Avenida Reina Victoria. Santander, 1989.
- Las tres Marías. Biblioteca BOE. Calle Trafalgar, Madrid.
- Conjunto escultórico en la sede del BOE. Avenida Manoteras. Madrid, 1993.
- S. A. R. María de las Mercedes de Borbón. Rastrillo Nuevo Futuro. Madrid, 2000.

## Premios
- Medalla de oro de Escultura en la Bienal de Alejandría (1974).
- Premio Nacional Francisco Salzillo, concedido por la Diputación de Murcia.
- Primer Premio en la Exposición Internacional de la pequeña escultura, Budapest (1975).
- Primer Premio en la Exposición de Modelos para Medallas de la Fábrica de la Moneda y del Timbre, Madrid (1980).
- Primer Premio Internacional de medalla Numisma. Madrid. 1984.

### Distinciones
- Académico de Bellas Artes de Brasil. 1974.
- Personalidad Cántabra del año. Ateneo de Cantabria. 1976.
- Cántabro Popular. Diputación Provincial de Cantabria. 1984.
- Jurado del concurso de artes plásticas Ilustre Colegio de Ingenieros de Caminos Canales y Puertos. 1981-2000.
- Beca Meritorios en la Academia de Bellas Artes . Roma. 1983.
- Jurado de la Exposición Nacional de Artes Plásticas. Valdepeñas. 1990.
- Jurado de la Fundación Coca-Cola. 1994-1997.
- Jurado y asesor de la Fundación Fernando de Castro. 1993-1998
- Premio restauración Palacio de La Hondal. Diputación Provincial de  Santander. 1974.
- Hermano de la Real Hermandad Pontificia del Refugio y Piedad de Madrid. 1995-2014.

### Colecciones
- Museo Reina Sofía. Madrid.
- Museo de Arte Contemporáneo de Barcelona.
- Museo de Bellas Artes de Río de Janeiro
- Museo de Bellas Artes de Budapest.
- Museo del Humor y la Sátira. Bulgaria
- Museo de Arte Moderno y Contemporáneo de Santander y Cantabria.
- Museo de Arte Contemporáneo de Murcia.
- Museo de Arte Contemporáneo de Elsedo.
- Museo Municipal de Valdepeñas
- Academia de Bellas Artes de San Fernando.
- Consejo Superior de Deportes.
- Círculo Bellas Artes. Madrid.
- Ministerio de Educación.
- Patrimonio Nacional.
- Universidad de Cantabria
- Boletín Oficial del Estado.
- Fundación Mapfre.
- Banco Sabadell Atlántico.
- Colección ICO.
- Colección Azcona.
- Colecciones privadas en Europa, América y África.